# Hormersdorf
Hormersdorf – dzielnica miasta Zwönitz w Niemczech, w kraju związkowym Saksonia, w powiecie Erzgebirgskreis, we wspólnocie administracyjnej Zwönitz. Do 29 lutego 2012 należała do okręgu administracyjnego Chemnitz. Do 31 grudnia 2012 samodzielna gmina, wchodząca w skład wspólnoty administracyjnej Zwönitz-Hormersdorf, której nazwę następnego dnia zmieniono na wspólnota administracyjna Zwönitz.

## Współpraca
Miejscowość partnerska:
- Obermichelbach, Bawaria